# Bailatino
Bailatino est un groupe vénézuélien de salsa.

## Influences
Eddie Palmieri, Charlie Palmieri, Mon Rivera, La Dimensión Latina, Grupo Libre, Federico y su Combo Latino, El Grupo Mango,  Grupo Experimental Neoyorquino, Tabaco y sus Metales, …

## Parcours
Ils ont donné leur premier concert le 21 avril 1995 au Festival Internacional de Théâtre de Caracas.
Ils ont ensuite joué au Théâtre Jorge Isaac à Cali (Colombie), au Festival “Salsa al parque” à Bogota (Colombie), en 2007 au Festival “Toros y Salsa” à Dax (France),  en concert à Mexico, au Festival Salsa Verano à Cali (Colombie), en concert à Sydney (Australie), …